# Pseira
Pseira (Grieks: Ψείρα) is een eilandje in de Golf van Mirabello in het noordoosten van Kreta met archeologische overblijfselen van de Minoïsche en Myceense beschaving.

## Geschiedenis
Het eiland werd al bewoond aan het einde van het Neolithicum maar had zijn culturele hoogtepunt in de Minoïsche tijd. De stad werd vernietigd in de periode tussen 1550 en 1450 voor Christus.

### Minoïsche beschaving
Een op deze plek aangetroffen Minoïsche zegelsteen die een schip voorstelt, herinnert eraan dat de haven een belangrijke functie vervulde. De Minoïsche gemeenschap leefde van visserij en landbouw. De terrasvormige landbouwpercelen werden bemest met menselijk afval van de nederzetting. Met de aanleg van dammen werd de neerslag verzameld want water was schaars op het eiland.
Op het eiland zijn vijf soorten begraafplaatsen te vinden, waaronder grote en kleine begraafplaatsen in de rotsen, en urnen. Er zijn verschillende andere overblijfselen van de beschaving bewaard gebleven zoals vazen van klei, stenen vaten, bronzen gereedschappen en sieraden. Ook zijn er gebouwen met fresco's.
Een opgraving bij Huis van de Rhyta leverde bewijs voor een Minoïsche cultuspraktijk, zoals drinkvaten in verschillende vormen, een stiervormig vat, tritonschelpen en een groot aantal bekers. Chemische sporen in een rhyton wijzen op het gebruik van gerst, bier en wijn. In het Huis van de Rhyta was beneden een grote keukenruimte, die wijst op het gebruik voor groepen. In de buurt van de haven is een rhyton gevonden in de vorm van een mand versierd met dubbele bijlen, peervormige rhyta versierd met dolfijnen, een stiervormig vat en een pot versierd met klimop - die zou verwijzen naar Dionysus.